# Sue (Fukuoka)
Sue (jap. 須恵町 Sue-machi) ist eine Stadt im Kasuya-gun in der japanischen Präfektur Fukuoka.

## Geschichte
Das Mura Sue (須恵村, -mura) wurde am 1. April 1953 zur Machi ernannt.

## Verkehr
In Sue besteht eine Anbindung durch die Autobahn Kyūshū nach Kitakyūshū oder Kagoshima oder per Schiene durch die JR Kashii-Linie nach Fukuoka oder Umi.

## Bildung
In Sue befinden sich die 1. bis 3. Grundschule Sue, die Mittelschulen Sue und Sue Ost, sowie die von der Präfektur betriebene Oberschule Sue.

## Söhne und Töchter der Stadt
- Hiromi Gō (Sänger)
- Ahito Inazawa (Musiker)
- Tomoyoshi Watanabe (Mitglied des Unterhauses und Vizeminister des Verkehrsministeriums)

## Angrenzende Städte und Gemeinden
- Iizuka
- Kasuya
- Sasaguri
- Shime
- Umi